# Pastinaca suaveolens
Pastinaca suaveolens är en flockblommig växtart som beskrevs av Lorenz Oken. Pastinaca suaveolens ingår i släktet palsternackor, och familjen flockblommiga växter. Inga underarter finns listade i Catalogue of Life.